# Bulachiwka (Pawlohrad)
Bulachiwka (ukrainisch Булахівка; russisch Булаховка Bulachowka) ist ein Dorf in der ukrainischen Oblast Dnipropetrowsk mit etwa 2100 Einwohnern (2006). Bulachiwka ist das administrative Zentrum der gleichnamigen Landratsgemeinde.

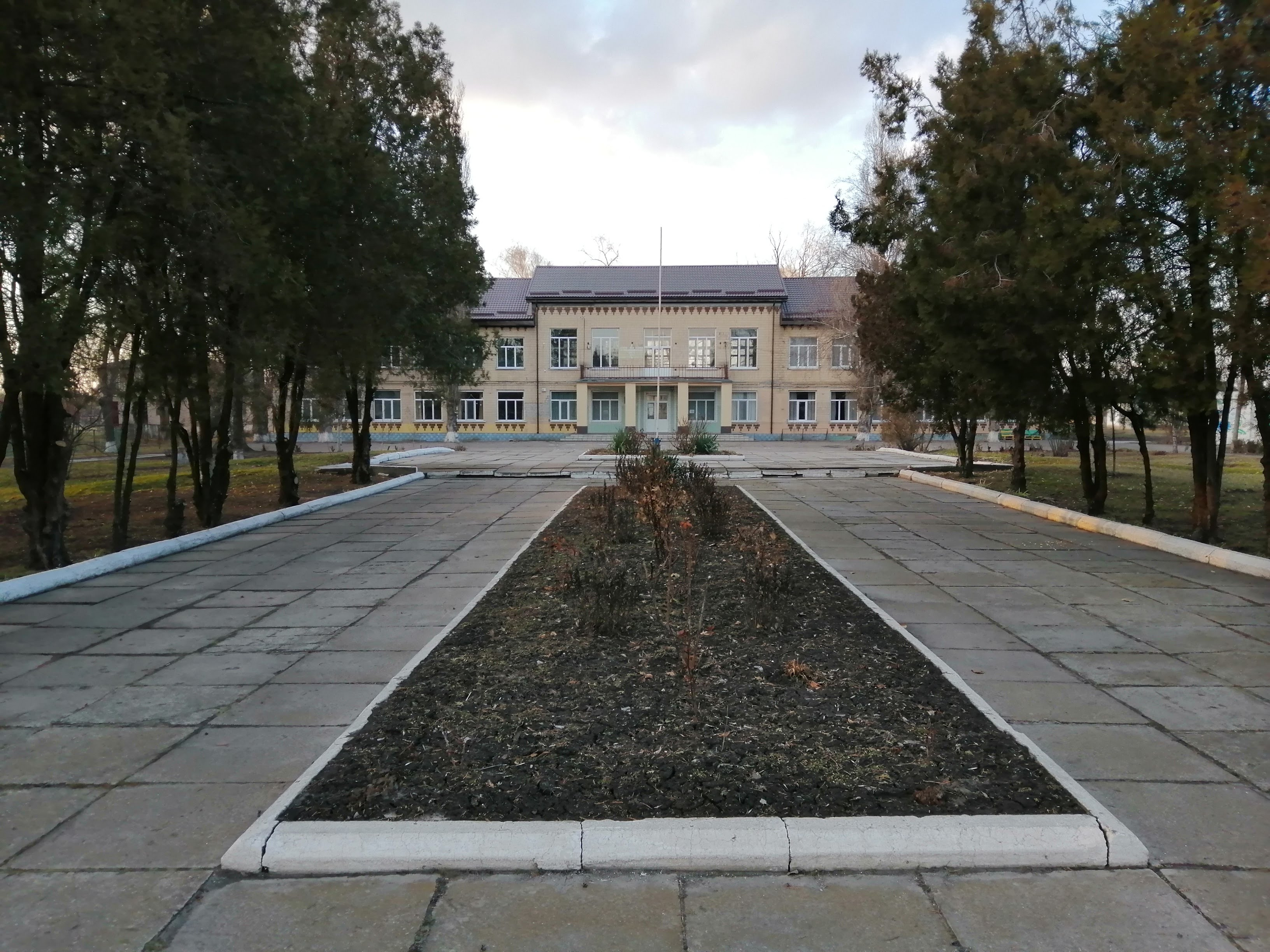
Schule im Ort

Das Dorf liegt nahe der Wowtscha an der Europastraße 50 / Fernstraße M 04 im Westen des Rajon Pawlohrad 25 km nordwestlich vom Rajonzentrum Pawlohrad und 59 km nordöstlich von Dnipro.
Am 24. April 2017 wurde das Dorf ein Teil der neugegründeten Landgemeinde Meschyritsch, bis bildete es zusammen mit dem Dorf Tscherwona Dolyna (Червона Долина) die gleichnamige Landratsgemeinde Bulachiwka (Булахівська сільська рада/Bulachiwska silska rada) im Westen des Rajons Pawlohrad.